# Мільда Вайніуте
Мільда Вайніуте (лит. Milda Vainiutė; 20 грудня 1962, Зірнаяй, Зарасайський район — 13 вересня 2024, Рокишкіс) — литовська юрист та політик, колишній Міністр юстиції Литви (2016—2018).
Вона була професором Університету Миколаса Ромеріса та юридичним радником Президента Литви Валдаса Адамкуса. Вайніуте — спеціаліст з конституційного права. Закінчила юридичний факультет Вільнюського університету.